# Joseph «Blueskin» Blake

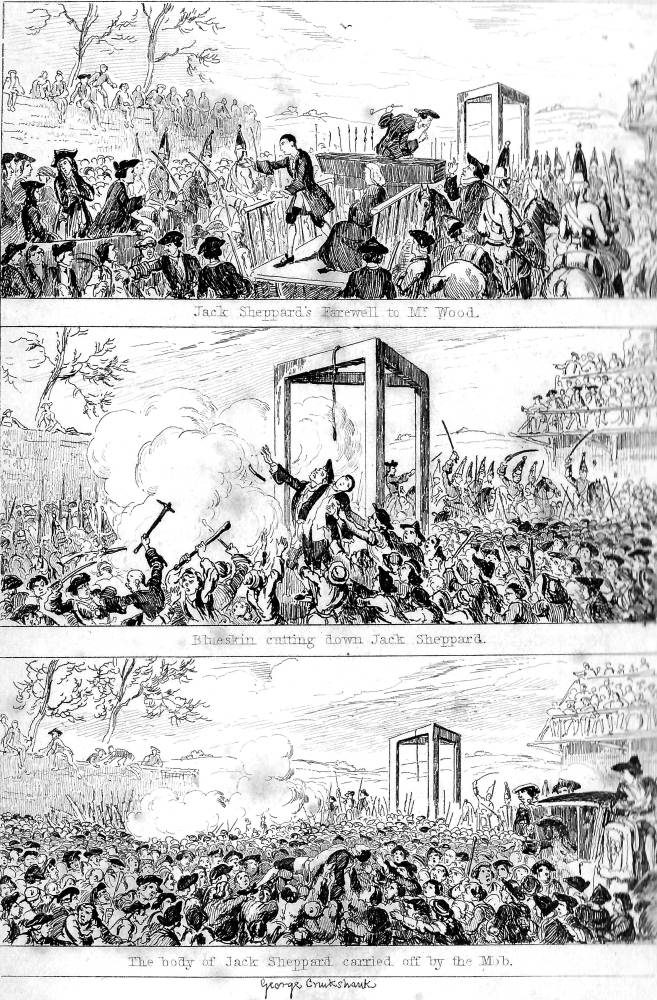
No existeixen il·lustracions contemporànies de Blake, però apareix a la segona imatge del gravat de George Cruikshank "L'últim sopar" (1839) com a il·lustració de la novel·la de W. H. Ainsworth "Jack Sheppard". L'epígraf diu: "Blueskin apunyala a Jack Sheppard". En realitat, "Blueskin" ja estava mort en l'execució de Sheppard.

Joseph «Blueskin» Blake (31 d'octubre de 1700 - 11 de novembre de 1724) va ser un lladre de camins anglès, criminal reconegut.

## Joventut i formació
Els seus pares van ser Nathaniel i Jane Blake. Batejat a All-Hallows-the-Great de Londres, la seva família no era tan modesta com per no poder pagar els seus estudis a l'escola parroquial de St. Giles-without-Cripplegate, on va passar sis anys.
Al voltant de 1714, un amic de l'escola anomenat William Blewitt, li va presentar a l'autoproclamat "General Atrapa Lladres" (que alhora també era lladre). Poc després, Blake va abandonar els estudis i es va convertir en lladre professional. Als 17 anys ja vivia dels seus ingressos com a carterista, treballant amb Edward Pollit (Pawlett o Pollard segons altres fonts). Ja era conegut com a "Blueskin", encara que l'origen d'aquest sobrenom no està clarament definit.

## La carrera de Blake
Al 1719, Blake "treballava" amb el bandoler irlandès James Carrick i, cap a 1722, va esdevenir membre de la banda de lladres de carrer de Robert Wilkinson. Durant aquell estiu alguns dels seus col·legues van ser detinguts, i tres d'ells serien penjats al setembre. Blake es va lliurar, potser gràcies a la influència de Jonathan Wild, però va ser ferit amb un sabre en el cap quan es resistia a un nou arrest el desembre de 1722. Es va convertir en testimoni de l'acusació durant el judici contra alguns col·legues seus, incloent Blewitt. Altres tres còmplices (John Levee, Matthew Flood i Richard Oakey) van ser penjats pel teu testimoni al febrer de 1723. Blueskin confiava a ser alliberat, i esperava una recompensa per la seva col·laboració en el procés, però va ser tancat a Wood Street Compter (una presó per a creditors incapaços de pagament) sota amenaça de deportació.
D'alguna manera, Blake va aconseguir provar la seva bona voluntat envers Wild, i va ser alliberat al juny de 1724. Ràpidament va unir els seus recursos als del cèlebre lladre Jack Sheppard, que havia escapat en diverses ocasions de la presó. El 12 de juliol, van entrar a casa de William Kneebone -l'antic patró de Sheppard- i van sostreure certa quantitat de teles i algunes menuderies. Van amagar la mercaderia robada prop del transbordador de cavalls de Westminster, amb la intenció de revendre-la més endavant. Van contactar amb William Field, un dels agents de Wild, qui s'encarregava de "blanquejar" la mercaderia robada. La narració del delicte aviat va arribar al mateix Wild, qui va decidir castigar-ho arran de l'actitud no-cooperativa que Sheppard havia mostrat en el passat. Després d'un nou episodi de bandolerismo en Hampstead Road, el 19 de juliol, l'endemà Sheppard va ser arrestat en la tenda de brandy de la mare de Blueskin en Rosemary Lane, a l'est de la Torre de Londres, per un secuaz de Wild anomenat Quilt Arnold. Va quedar detingut a la presó de Newgate, a l'espera del seu judici pel robatori del 12 de juliol. El mateix Kneebone, Wild i Field van presentar les proves contra Sheppard, que va ser condemnat culpable.

## Arrest
Mestrestant, Wild va decidir tornar-se contra Blake, el seu antic subordinat, del que sospitava arran de la seva associació amb Sheppard. Blake va ser arrestat per Wild, Arnold i Abraham Mendez Ceixes al seu allotjament de St. Giles Circus, el divendres 2 d'octubre de 1724. El judici de "Blueskin" va tenir lloc el 15 d'aquest mes, i de nou Field i Wild presentaven les proves concloents. En els descansos del judici, Blake intentava desesperadament guanyar-se a Wild per salvar-se, però aquest sempre es va negar. Blake, boig de ràbia, va atacar a Wild amb una navalla de butxaca, causant-li un serios tall en la gola. Wild va caure al sòl i va anar ràpidament atès per alguns cirurgians que es trobaven en el jutjat, d'on aviat va ser retirat. Aquest atac va commoure a la població del penal veí, i van esclatar disturbis que van durar fins a la nit. Sheppard, que ja s'havia escapat de Newgate el 4 de setembre, i retornat a presó cinc dies més tard, va aprofitar la distracció per realitzar la seva última i més audaç fugida.
Malgrat l'altercat davant dels jutjats, el judici de Blake va seguir endavant mentre Wild es refeia. Les proves presentades per Field eren més que suficients per condemnar a Blake, encara que el seu testimoni no va concordar amb el que havia donat al judici de Sheppard. Blake va ser condemnat a morir a la forca, però mai va mostrar penediment. La seva última bala va ser una intentona frustrada de fugida de Newcastle.
Mestrestant, Sheppard havia tornat a ser detingut, l'1 de novembre de 1724. Deu dies després, es va signar la seva sentència de mort. Blake ja havia iniciat el camí tradicional dels condemnats a mort en direcció a Tyburn, amb parada en la taverna Griffin de Holborn per a fer un últim glop. Completament borratxo, Blake balbucejava les paraules del seu discurs final des del cadafal en el qual va ser penjat. El cos va quedar exposat en infàmia uns quants dies, va ser enterrat al pati de l'església de St. Andrew, Holborn. Sheppard va ser penjat cinc dies després, el dilluns 16 de novembre.

## Llegat
Blake sempre serà recordat pel salvatge atac contra Jonathan Wild. La sort, i el fet de portar un gruixut mocador sota la camisa, van fer que sobrevisqués. Va quedar, això sí, paralitzat durant setmanes, i el control sobre el seu imperi criminal ja havia començat a escapar-se quan es va recuperar. Ràpidament, perduda la confiança dels seus "clients", i davant el menyspreu causat pel ajusticiament de Sheppard, Wild va ser processat i executat el 1725.
Blake sempre va estar a l'ombra de la fama de Sheppard. No obstant això, el seu atac va inspirar la balada de John Gay "Newgate's Garland", també anomenada "Blueskin's Ballad", que apareix en l'obra de John Thurmond "Harlequin Sheppard". Blake sol figurar en les semblances de Sheppard, encara que hi ha molt poca exactitud històrica sobre aquest tema.